# Liganga (Songea)
Liganga ist ein Verwaltungsbezirk (Ward) des Distrikts Songea in der tansanischen Region Ruvuma.

## Geografie
Liganga liegt im Südwesten von Tansania etwa 35 Kilometer Luftlinie westlich der Regionshauptstadt Songea. Der Bezirk grenzt im Norden an Kilagano, im Osten an Litisha, im Süden an Mbinga Mhalule und Magagura, im Westen an Amani Makoro und im Nordwesten an Litumbandiosy. Die beiden letzten gehören zum Distrikt Mbinga.
Bei der Volkszählung 2022 lebten 10.517 Menschen in 2800 Haushalten auf einer Fläche von 195 Quadratkilometern.

## Gliederung
Der Bezirk besteht aus drei Gemeinden (Mtaa) mit 14 Orten (Kitongoji):
| Liganga - Lutangu - Liganga - Putile - Lihakihaki - Muungano A | Serekano - Mfaranyaki A - Mfaranyaki B - Serekano - Lihongwe - Muungano B | Mborongo - Pachanne - Bombambili - Muhimbazi - Mborongo |

## Wirtschaft und Infrastruktur
- Bildung: Die Liganga Secondary School ist eine staatliche weiterführende Schule, die etwa 100 Mädchen und Burschen bis zur 4. Stufe ausbildet.[8]
- Gesundheit: Im Bezirk liegt eine private Apotheke.[9]